# Asterix bei den Olympischen Spielen (Comic)
Asterix bei den Olympischen Spielen (französischer Originaltitel: Astérix aux Jeux Olympiques) ist der zwölfte Band der Asterix-Reihe. Die Zeichnungen stammen von Albert Uderzo, die Texte von René Goscinny. 2008 erschien der gleichnamige Spielfilm zum Comic.

## Handlung
Im Römerlager Aquarium in der Nähe des kleinen gallischen Dorfes trainiert der Legionär Musculus für die Teilnahme an den Olympischen Spielen. Als die Gallier davon erfahren, beschließen sie, ebenfalls daran teilzunehmen, denn dank des Zaubertranks ihres Druiden Miraculix sind sie unbesiegbar. Tullius Redeflus, der römische Zenturio, weist sie darauf hin, dass außer Griechen nur Römer berechtigt seien, an den Spielen teilzunehmen. Asterix erinnert die Gallier aber daran, dass auch sie seit der Eroberung Galliens Römer seien. Die Gallier wählen daher Asterix und Obelix als Athleten aus, aber alle Männer des Dorfes brechen mit ihnen nach Griechenland auf, um sie bei den Spielen zu unterstützen. Für die Fahrt nach Griechenland chartert Majetix ein Schiff mit Deckspielen, Gymnastik im Freien und einmaliger Atmosphäre, wobei das Entern eines Piratenschiffes aber nicht im Preis enthalten ist. Nach der Ankunft in Griechenland besichtigen die Gallier zunächst Athen und lernen die griechische Küche sowie das Athener Nachtleben kennen.
In Olympia erfahren die römischen Athleten von Musculus und Tullius Redeflus, dass zwei unbesiegbare Gallier an den Spielen teilnehmen werden. Der Ehrgeiz der Römer erlischt, und sie beginnen anstelle des Trainings mit ausgelassenen Orgien. Durch  die dabei verströmten Speisedüfte sind auch die griechischen Athleten nicht mehr gewillt spartanisch zu trainieren. Als Kontrabas als Mitglied des olympischen Magistrats, die Römer zur Rede stellt und sie darauf hinweist, dass die Einnahme kraftfördernder Mittel streng verboten ist, beginnen die Römer daraufhin voller Zuversicht wieder mit dem Training, während die Gallier Obelix als Athleten zurückziehen und beschließen, dass Asterix allein – ohne Zaubertrank – das Dorf vertreten soll.
Beim Wettkampf haben weder Asterix noch die Römer gegen die gut trainierten Griechen eine Chance. Als ein allein den Römern vorbehaltener Wettlauf angekündigt wird, überlisten Asterix und der Druide Miraculix die Römer, die alle heimlich Zaubertrank zu sich nehmen, um als Sieger des Wettkampfs vor Cäsar gut dazustehen. Asterix wird von allen anderen überrundet, aber die Römer werden wegen des Zaubertranks disqualifiziert, und Asterix gewinnt den Ölzweig.
Beim Festmahl nach der Rückkehr ins gallische Dorf verrät Asterix, dass er den Ölzweig Musculus überlassen habe. Musculus und Tullius Redeflus werden von Caesar befördert.

## Veröffentlichung
Der Band erschien 1968, im Jahr der Olympischen Sommerspiele in Mexiko. Die Geschichte wurde zuerst als Serie in der französischen Zeitschrift Pilote abgedruckt, vom 15. Februar 1968 (während der Olympischen Winterspiele von Grenoble)  (Heft Nr. 434) bis zum 25. Juli 1968 (Heft Nr. 455). Im gleichen Jahr wurde der Band als Album im Verlag Dargaud veröffentlicht. 
In der deutschen Übersetzung wurde die Geschichte vom Ehapa Verlag 1972, im Jahr der Olympischen Sommerspiele in München, im Magazin MV-Comix (Hefte 42–49) erstmals abgedruckt und 1972 als zwölfte Band der Asterix-Reihe herausgebracht. 2002 wurde dieser Band neu aufgelegt und erhielt ein neues Titelbild.
Der Band erschien unter anderem auch auf Englisch, Spanisch, Türkisch, Altgriechisch, Lateinisch sowie in den Mundarten Pfälzisch, Elsässisch und Steirisch.
Im Jahr 2004 erschien der Band zu den Olympischen Spielen 2004 in Athen in einer limitierten Sonderauflage.
Zu den Special Olympics World Summer Games 2023 in Berlin brachte der Verlag eine Sonderausgabe in Leichter Sprache heraus. Die Zeichnungen blieben unverändert, die Texte der Sprechblasen des Originals wurden verkürzt und sprachlich vereinfacht. Die Auflage von 20.000 Exemplaren wurde vor allem an die Teilnehmenden und die freiwilligen Helfer bei den Spielen verteilt und war schnell vergriffen, eine Neuauflage war im Juni 2023 laut Verlag im Gespräch.

## Comic und Historie
Römer durften ab dem 2. Jahrhundert v. Chr. an den Olympischen Spielen teilnehmen; bis dahin waren dort ausschließlich griechische Athleten zugelassen. Gallier hätten erst ab dem 3. Jahrhundert n. Chr. teilnehmen dürfen, als alle Reichsbewohner das Römische Bürgerrecht erhielten.